# شوپریا
شوبریا یا شوپریا یک پادشاهی در ارتفاعات جنوبی ارمنستان بود که بر اساس منابع آشوریِ نیمه اول هزاره نخست پیش از میلاد شناخته شده است. بنا بر گزارش منابع باستانی، این دولت در شمال سرشاخه‌های رودخانه دجله و در جنوب غربی دریاچه وان قرار داشت و به سمت شرق تا مرزهای اورارتو گسترش می‌یافت. این پادشاهی در هزاره اول قبل از میلاد به عنوان یک حکومت سلطنتی مستقل نام بُرده می‌شود و در قرون بعدی هزاره دوم پیش از میلاد جانشین دولتی شد که قبلاً در منابع آشوری شوبارو نامیده می‌شد. گویا این دولت میان دولت‌های قدرتمند آشور و اورارتو قرار داشت و با هر دو درگیر بود. در ۶۷۳–۶۷۲ قبل از میلاد، آشوریان این سرزمین را فتح کردند، اما احتمالاً در اواخر قرن هفتم قبل از میلاد با فروپاشی هژمونی آشور، شوپریا مجدداً استقلال خود را بازیافت.
برخی از محققان با ریشه‌شناسی واژگان هوری و شباهت آن با واژگان به جای مانده از تمدن شوپری، به این نتیجه رسیده‌اند که شوپریا عمدتاً گروهی از هوریان بوده‌اند. دسته‌ای از محققان گفته‌اند که این آخرین بازمانده تمدن هوری بوده یا حتی موطن اصلی هوری‌ها بوده است. با این حال، نام‌های دیگر شبریان از نظر منشأ آرامی شناخته شده‌اند. بردلی جی. پارکر می‌نویسد که شواهد موجود نشان می‌دهد که شوبریا جمعیتی ناهمگون از جمله هوری‌ها، آرامی‌ها و احتمالاً اورارتوی‌ها، آشوری‌ها و دیگران را در بر می‌گرفت. نظر دیگر این است که شوبریا، حداقل تا حدی، منطبق با زبان نیا ارمنی است و نقش مهمی در تشکیل ملت و قومیت بعدی ارمنی ایفا کرد.

## جغرافیا و وجه تسمیه
نام شوبریا به اصطلاح قدیمی‌تر سوبارتو (م) (شوبارتو (م)، سوبیر، سوبار (و)) دارای مضامین جغرافیایی، قومی و فرهنگی متفاوتی است که در طول زمان تغییر می‌کرد. این اصطلاح به زمان سومریان برمی‌گردد، زمانی که به نظر می‌رسد برای توصیف جایی بین بین‌النهرین علیا و ارتفاعات جنوبی ارمنستان از این لفظ استفاده می‌شد. سوبارتو و سوباریانس در متون بابلی به آشور و آشوریان اشاره دارد. پس از نابودی پادشاهی هوری در میتانی توسط هیتی‌ها در ربع سوم قرن چهاردهم قبل از میلاد، اصطلاح شوبارو در منابع آشوری برای اشاره به بقایای میتانی در دره دجله علیا به کار می‌رفت. از نظر ایگور دیاکونوف، پسوند -ia در شوبریا نمی‌تواند بومی زبان اکدی باشد و احتمالاً نشان می‌دهد که این اصطلاح از زبان اورارتویی وام گرفته شده یا احیا شده است.
شوبریا در جنوب شهر موش امروزی در ترکیه، در شمال رودخانه دجله علیا و در جنوب غربی دریاچه وان قرار داشت و به سمت شرق تا مرزهای اورارتو امتداد داشت. در نزدیکی مرز شمالی امپراتوری آشور، در آن سوی دجله از توشان و شرق سرزمین دیرو قرار داشت. از نظر جغرافیایی، منطقه مرکزی آن با سرزمین متأخر ارمنی ساسون مطابقت دارد. پایتخت شوبریا «اوبومو» (همچنین آپومو نوشته می‌شد) نام داشت. این شهر ممکن است در لیجه امروزی واقع شده باشد که احتمالاً نام آن در قالب نام دهکده فوم حفظ شده است. شهر اصلی دیگر آن کولیمری بود که ممکن است در تپه‌ای به نام گره میگرو در دره رودخانه بطمان واقع شده باشد. اورارتویی‌ها شوبریا را پس از کولیمری، کولمری می‌نامیدند. کولیمری همچنین ممکن است خاستگاه کلمد در کتاب مقدس باشد که در حزقیال ۲۷:۲۳ به عنوان یکی از وابستگان صور نام آن آمده و معمولاً به عنوان کیلمد یا چیلمد خوانده می‌شود. از نظر برخی محققین، قولمِری محتمل‌ترین گزینه برای نام بومی شوبریا است.
سرزمین آرمه و اورمیو  (اورومو در منابع آشوری، سرزمین اورومین‌ها) در کتیبه‌های مختلف اورارتویی از زمان ساردوری دوم ذکر شده است. گیورگی ملیکیشویلی اورمیو را همان شوبریا می‌شناسد؛ زیرا این واژه در کتیبه‌های اورارتویی دیده نمی‌شود. او در عوض، آرمه را جایی در غرب‌تر از گزینه‌های معمول در نظر می‌گیرد. ایگور دیاکونف زمانی احتمال می‌داد که آرمه و ارمیو یک سرزمین باشند و از شوبریا به عنوان آرمه یا آرمه‌شوبریا یاد کرد.  با این حال، دیاکونوف در نسخه‌ای متأخر از کار خود می‌نویسد که «دلایل خوبی برای این باور وجود دارد که [اورمیو] در شرق شوبریا واقع شده است»، در حالی که آرمه اورارتویی ممکن است به سادگی به معنای «کشور آرامی‌زبان» بوده باشد؛ زیرا جایی است بین آمِد (دیاربکر امروزی) و دجله علیا که در آنجا مناطق آرامی‌زبان و نیا-ارمنی‌ها به هم می‌رسیدند.

## جمعیت
برخی از محققان از ریشه‌شناسی هوری برخی از نام‌های شوبری به این نتیجه رسیده‌اند که شوبریا عمدتاً از مردمان هوری بودند. برخی گفته‌اند که این آخرین بازمانده تمدن هوری بوده یا حتی موطن اصلی هوری‌ها بوده است. با این حال، نام‌های دیگر شبریان از نظر منشأ آرامی شناخته شده‌اند. بردلی جی. پارکر می‌نویسد که شواهد موجود نشان می‌دهد که شوبریا جمعیتی ناهمگون از جمله هوری‌ها، آرامی‌ها و احتمالاً اورارتوی‌ها، آشوری‌ها و دیگران داشته است. کارن رادنر می‌نویسد که شوبریا «مطمئناً می‌تواند به عنوان یک دولت هوری (از لحاظ زبانی و فرهنگی) توصیف شود». به گفته رادنر، نامه ای از پادشاه شوبریا به یک نجیب آشوری در زمان سارگون دوم به زبان هوری نوشته شده است.
به گفته برخی از محققان، شوبریا محل سکونت گویشوران زبان نیا-ارمنی بود و بعدها هسته دولت ارمنی را تشکیل داد. دیاکونوف این نظریه را مطرح کرد که نیا-ارمنی‌ها در ربع دوم قرن دوازدهم قبل از میلاد از آناتولی به سمت غرب ارتفاعات ارمنستان به سمت شرق مهاجرت کردند. او ارمنی‌های اولیه را با موشکی‌ها یکی می‌داند و شباهتشان با اورومین‌ها را ممکن می‌داند. او اشاره می‌کند که در حالی که شوبریا یک سلسله حاکم هوری و ظاهراً جمعیتی از هوریان داشت، مردم آن پس از فتح اسرحدون تبعید شدند و احتمالاً نیا-ارمنی‌ها از همان زمان در شوبریا سکونت یافتند.

## دین
خدای هوری، تشوب، خدای اصلی شوبریا بود که نام پادشاهان آن گواه این مسئله است. غار دجله به عنوان یک مکان مذهبی طبیعی برای شوبریا عمل می‌کرد. شاید مهم‌ترین زیارت‌گاه آنان بوده است. شبریان آداب مذهبی رایج مشابه مردم هوری را انجام می‌دادند: آداب شگون و قربانی. علمای شوبریا که مسلط به آداب شگون بودند، در دربار سلطنتی آشور نیز حضور داشتند. ایک-تشوب، پادشاه شوبریا، در تلاش خود برای تسلیم شدن در طول حمله اسرحدون، مراسم قربانی انجام داد که در تاریخ یاد شده. تاماس دزو استدلال می‌کند که سیاست شوبریا در پذیرش پناهندگان برگرفته از سنت مذهبی آنان بود و نشان می‌دهد که شوبریان یک پناهگاه در آپپومو و همچنین معبدی برای تشوب در آنجا داشتند. کارن رادنر حدس می‌زند که این غار دجله بود که به عنوان پناهگاه عمل می‌کرد. از آنجایی که سیستم غار بیرکلین، معروف به «منبع دجله» توسط آشوری‌ها شناخته شده بود و توسط آشوری‌ها مقدس تلقی می‌شد، رادنر پیشنهاد می‌کند که احتمالاً برای شوبریان نیز شناخته شده بود.